# Nuoto ai XIV Giochi dei piccoli stati d'Europa
Le gare di nuoto ai XIV Giochi dei piccoli stati d'Europa si sono svolte dal 31 maggio al 3 giugno 2011.

## Medagliere
| #      | Nazione       | Oro | Argento | Bronzo | Totale |
| ------ | ------------- | --- | ------- | ------ | ------ |
| 1      | Islanda       | 14  | 14      | 14     | 42     |
| 2      | Lussemburgo   | 8   | 4       | 5      | 17     |
| 3      | Cipro         | 6   | 5       | 3      | 14     |
| 4      | Liechtenstein | 2   | 4       | 0      | 6      |
| 5      | Andorra       | 1   | 3       | 2      | 6      |
| 6      | Monaco        | 1   | 0       | 3      | 4      |
| 7      | Malta         | 0   | 2       | 1      | 3      |
| 8      | San Marino    | 0   | 0       | 4      | 4      |
| Totale | Totale        | 32  | 32      | 32     | 96     |

## Risultati

### Uomini
| Evento                 | 'Oro                                                                                 | Prest       | Argento                                                                                  | Prest    | Bronzo                                                                          | Prest    |
| 50 m stile libero      | Árni Már Árnason                                                                     | 23.17       | Alexandre Bakhtiarov                                                                     | 23.25    | Andrew Chetcuti                                                                 | 23.67    |
| 100 m stile libero     | Alexandre Bakhtiarov                                                                 | 51.52       | Andrew Chetcuti                                                                          | 51.98    | Árni Már Árnason                                                                | 52.33    |
| 200 m stile libero     | Raphaël Stacchiotti                                                                  | 1:54.06     | Anton Sveinn McKee                                                                       | 1:55.26  | Alexandre Bakhtiarov                                                            | 1:55.43  |
| 400 m stile libero     | Raphaël Stacchiotti                                                                  | 4:01.03     | Anton Sveinn McKee                                                                       | 4:01.82  | Emanuele Nicolini                                                               | 4:05.54  |
| 1500 m stile libero    | Anton Sveinn McKee                                                                   | 15:49.61 MR | Iacovos Hadjiconstantinou                                                                | 16:23.39 | Emanuele Nicolini                                                               | 16:37.20 |
|                        |                                                                                      |             |                                                                                          |          |                                                                                 |          |
| 100 m dorso            | Jean-François Schneiders                                                             | 58.41       | Davíð Hildiberg Aðalsteinsson                                                            | 58.55    | Kolbeinn Aðalsteinsson                                                          | 1:00.09  |
| 200 m dorso            | Raphaël Stacchiotti                                                                  | 2:05.50 MR  | Jean-François Schneiders                                                                 | 2:06.21  | Davíð Hildiberg Aðalsteinsson                                                   | 2:09.09  |
|                        |                                                                                      |             |                                                                                          |          |                                                                                 |          |
| 100 m rana             | Jakob Jóhann Sveinsson                                                               | 1:02.60 MR  | Laurent Carnol                                                                           | 1:02.70  | Árni Már Árnason                                                                | 1:03.08  |
| 200 m rana             | Laurent Carnol                                                                       | 2:14.66 MR  | Jakob Jóhann Sveinsson                                                                   | 2:17.94  | Hocine Haciane                                                                  | 2:19.45  |
|                        |                                                                                      |             |                                                                                          |          |                                                                                 |          |
| 100 m farfalla         | Alexandre Bakhtiarov                                                                 | 54.70       | Ágúst Júlíusson                                                                          | 56.77    | Orri Freyr Guðmundsson                                                          | 56.98    |
| 200 m farfalla         | Hocine Haciane                                                                       | 2:05.05     | Christoph Meier                                                                          | 2:08.60  | Anton Sveinn McKee                                                              | 2:08.70  |
|                        |                                                                                      |             |                                                                                          |          |                                                                                 |          |
| 200 m misti            | Raphaël Stacchiotti                                                                  | 2:02.35     | Jakob Jóhann Sveinsson                                                                   | 2:03.02  | Árni Már Árnason                                                                | 2:04.39  |
| 400 m misti            | Anton Sveinn McKee                                                                   | 4:21.46     | Raphaël Stacchiotti                                                                      | 4:23.55  | Jakob Jóhann Sveinsson                                                          | 4:26.02  |
|                        |                                                                                      |             |                                                                                          |          |                                                                                 |          |
| 4 × 100 m stile libero | Jean-François Schneiders, Raphaël Stacchiotti, Laurent Carnol, Christophe Meier      | 3:26.91     | Árni Már Árnason, Anton Sveinn McKee, Jakob Jóhann Sveinsson, Kolbeinn Aðalsteinsson     | 3:27.12  | Andrew Chetcuti, Neil Agius, Dario Licciardi, Paul Formosa                      | 3:32.65  |
| 4 × 200 m stile libero | Árni Már Árnason, Anton Sveinn McKee, Jakob Jóhann Sveinsson, Kolbeinn Aðalsteinsson | 7:34.57     | Alexandre Bakhtiarov, Iacovos Hadjiconstantinou, Sotirios Rouskounis, Panayiotis Rentzis | 7:40.77  | Raphaël Stacchiotti, Jean-François Schneiders, Laurent Carnol, Christophe Meier | 7:44.71  |

### Donne
| Evento                           | Oro                       | Prest      | Argento                      | Prest   | Bronzo                       | Prest   |
| 50 m stile libero                | Ragnheiður Ragnarsdóttir  | 26.13      | Ingibjörg Kristín Jónsdottir | 26.32   | Clelia Tini                  | 26.73   |
| 100 m stile libero               | Ragnheiður Ragnarsdóttir  | 56.61      | Anna Stylianou               | 56.94   | Ingibjörg Kristín Jónsdottir | 58.48   |
| 200 m stile libero               | Anna Stylianou            | 2:02.26 MR | Julia Hassler                | 2:04.05 | Eygló Ósk Gústafsdóttir      | 2:05.10 |
| 400 m stile libero               | Anna Stylianou            | 4:16.64 MR | Julia Hassler                | 4:18.08 | Inga Elín Cryer              | 4:30.67 |
| 800 m stile libero               | Julia Hassler             | 8:50.99 MR | Inga Elín Cryer              | 9:12.06 | Eygló Ósk Gústafsdóttir      | 9:15.79 |
| 100 m dorso                      | Eygló Ósk Gústafsdóttir   | 1:04.82    | Monica Ramirez Abella        | 1:05.67 | Ingibjörg Kristín Jónsdóttir | 1:06.33 |
| 200 m dorso                      | Eygló Ósk Gústafsdóttir   | 2:18.21    | Monica Ramirez Abella        | 2:25.51 | Julie Meynen                 | 2:25.85 |
| 100 m rana                       | Hrafnhildur Lúthersdóttir | 1:10.92 MR | Erla Dögg Haraldsdóttir      | 1:11.29 | Aurelie Waltzing             | 1:16.38 |
| 200 m rana                       | Hrafnhildur Lúthersdóttir | 2:32.94    | Erla Dögg Haraldsdóttir      | 2:37.61 | Aurelie Waltzing             | 2:41.84 |
| 100 m farfalla                   | Maria Papadopoulos        | 1:03.37    | Anna Schegoleva              | 1:04.19 | Bryndís Rún Hansen           | 1:04.48 |
| 200 m farfalla                   | Julia Hassler             | 2:19.34    | Anna Schegoleva              | 2:21.67 | Simona Muccioli              | 2:22.23 |
| 200 m misti individuali          | Hrafnhildur Lúthersdóttir | 2:18.56 MR | Erla Dögg Haraldsdóttir      | 2:22.15 | Anna Schegoleva              | 2:22.56 |
| 400 m misti individuali          | Jóna Helena Bjarnadóttir  | 5:03.79    | Julia Hassler                | 5:06.01 | Inga Elín Cryer              | 5:06.09 |
| 4 × 100 m stile libero staffetta | Islanda                   | 3:52.06    | Cipro                        | 3:56.35 | San Marino                   | 4:01.03 |
| 4 × 200 m stile libero staffetta | Cipro                     | 8:00.83 MR | Islanda                      | 8:07.86 | San Marino                   | 8:16.83 |